# Коттон (округ)
Округ Коттон — округ в штате Оклахома, США. Население округа на 2000 год составляло 6 614 человек. Административный центр округа — город Уолтерс.

## География
Округ имеет общую площадь 1663 км², из которых 1649 км² приходится на сушу и 14 км² (0,83 %) на воду.

### Основные автомагистрали
- Межштатная автомагистраль 44
- Автомагистраль 70
- Автомагистраль 277
- Автомагистраль 281

### Соседние округа
- Команче  (север)
- Стивенс (северо-восток)
- Джефферсон (юго-восток)
- Клей, Техас (юг)
- Уичито, Техас (юго-запад)
- Тилмен (запад)

### Населённые пункты
- Девол
- Рандлетт
- Темпл
- Уолтерс